# Honnechy Churchyard
Honnechy Churchyard is een begraafplaats gelegen in de Franse plaats Honnechy (Pas-de-Calais). De militaire graven worden onderhouden door de Commonwealth War Graves Commission.
De begraafplaats telt geen geïdentificeerde graven: one unknown WW1 grave.